# Saison 1 de 90210 Beverly Hills : Nouvelle Génération
Chronologie
Saison 2
Cet article présente le guide des épisodes de la première saison de la série télévisée américaine 90210.
Cette première saison est composée de 24 épisodes.

## Synopsis
Le père, Harry Wilson, est un ancien habitant de Beverly Hills qui a déménagé dans le passé à Wichita. Il est forcé de revenir à Beverly Hills lorsque sa mère, une ancienne star du cinéma des années 1970, pète les plombs à cause de son alcoolisme. Avec lui, sa femme Debbie une photographe, sa fille biologique Annie et son fils adoptif, Dixon vont découvrir leurs nouvelle vie à Beverly Hills, totalement différente du Kansas.

## Distribution
Note : les personnages présents dans la première série, Beverly Hills 90210, sont indiqués en gras.

### Principaux et récurrents
| Principaux - Shenae Grimes (VF : Laëtitia Godès) : Annie Wilson - Tristan Wilds (VF : Donald Reignoux) : Dixon Wilson - AnnaLynne McCord (VF : Aurélie Nollet) : Naomi Clark - Jessica Stroup (VF : Noémie Orphelin) : Erin Silver - Michael Steger (VF : Jonathan Amram) : Navid Shirazi - Jessica Lowndes (VF : Pamela Ravassard) : Adrianna Tate-Duncan - Jessica Walter (VF : Maria Tamar) : Tabitha Wilson (épisodes 1 à 13) - Dustin Milligan (VF : Damien Ferrette) : Ethan Ward - Rob Estes (VF : Maurice Decoster) : Harry Wilson - Ryan Eggold (VF : Mathias Casartelli) : Ryan Matthews - Lori Loughlin (VF : Emmanuelle Bondeville) : Debbie Wilson | Récurrents - Jennie Garth (VF : Barbara Tissier) : Kelly Taylor - Ann Gillespie (en) (VF : Christine Delaroche) : Jackie Taylor - Shannen Doherty (VF : Anne Rondeleux) : Brenda Walsh - Tori Spelling (VF : Laura Blanc) : Donna Martin - Joe E. Tata (VF : Thierry Mercier) : Nat Bussichio - James Patrick Stuart (VF : Fabien Jacquelin) : Charles Clark - Kellan Lutz (VF : Stéphane Pouplard) : George Evans - Jana Kramer (VF : Sarah Marot) : Portia Ranson - Chantelle Barry (en) (VF : Geneviève Doang) : Nina - Chandra West (VF : Laëtitia Lefebvre) : Gail McKinney - Brandon Michael Vayda (VF : Charles Germain) : Mike - Patrick Sebes (VF : Naïl Malichman) : Jared - Jessica Lucas (VF : Marie-Eugénie Maréchal) : Kimberly MacIntyre - Michael Trevino (VF : Fabrice Trojani) : Ozzie Cardoza - Josh Henderson (VF : Axel Kiener) : Sean Cavanaugh - Lauren London (VF : Philippa Roche) : Christina Worthy - Angela Gots (VF : Sylvie Jacob) : Mlle Casey - Janelle Velasquez (VF : Geneviève Doang) : Tasha - Aimee Teegarden (VF : Chantal Macé) : Rhonda Kimble - Christina Moore (VF : Ariane Deviègue) : Tracy Clark - Adam Gregory (VF : Antoine Schoumsky) : Ty Collins - April Parker Jones (en) (VF : Annie Milon) : Dana Bowen - Maeve Quinlan (VF : Céline Duhamel) : Constance Tate-Duncan - Fabiana Udenio (VF : Valérie de Vulpian) : Atoosa Shirazi - Shaun Duke (VF : Olivier Rodier) : Omar Shirazi - Sara Foster (VF : Dorothée Pousséo) : Jen Clark - Matt Lanter (VF : Alexis Tomassian) : Liam Court (épisodes 16 à 24) |

### Invités
- Brooklyn Sudano : Mademoiselle Austin (épisode 1)
- Linda Gray (VF : Évelyne Séléna) : Victoria Brewer (épisode 2)
- Chris Zylka : Jason (épisode 10)
- Kristen Miller : Lucinda Tunick (épisode 14)
- Noureen DeWulf : Nika Raygani (épisodes 15 et 16)
- Lily Collins : Phoebe Abrams (épisodes 23 et 24)

## Liste des épisodes

### Épisode 1:Bienvenue à Beverly Hills
- États-Unis : 2 septembre 2008 sur The CW
- Suisse : 23 août 2009 sur TSR1
- Québec : 26 août 2009 sur VRAK.TV
- France : 5 septembre 2009 sur M6
- Belgique : 16 mai 2010 sur RTL-TVI

- États-Unis : 4,65 millions de téléspectateurs[1] (première diffusion)

### Épisode 2:Jet Set
- États-Unis : 2 septembre 2008 sur The CW
- Suisse : 30 août 2009 sur TSR1
- Québec : 2 septembre 2009 sur VRAK.TV
- France : 12 septembre 2009 sur M6

- États-Unis : 4,65 millions de téléspectateurs[1] (première diffusion)

### Épisode 3:Une soirée familiale
- États-Unis : 9 septembre 2008 sur The CW
- Suisse : 6 septembre 2009 sur TSR1
- Québec : 9 septembre 2009 sur VRAK.TV
- France : 19 septembre 2009 sur M6

- États-Unis : 3,23 millions de téléspectateurs[2] (première diffusion)

### Épisode 4:La Bulle
- États-Unis : 16 septembre 2008 sur The CW
- Suisse : 13 septembre 2009 sur TSR1
- Québec : 16 septembre 2009 sur VRAK.TV
- France : 26 septembre 2009 sur M6

- États-Unis : 3,29 millions de téléspectateurs[3] (première diffusion)

### Épisode 5:Le Grand Soir
- États-Unis : 23 septembre 2008 sur The CW
- Suisse : 20 septembre 2009 sur TSR1
- Québec : 23 septembre 2009 sur VRAK.TV
- France : 3 octobre 2009 sur M6

- États-Unis : 2,94 millions de téléspectateurs[4] (première diffusion)

Tandis que la soirée d'ouverture de "Spring Awakening" approche, Annie et Ty ont eu la possibilité de passer beaucoup de temps ensemble et Ty révèle son intention d'avoir un tête à tête après la soirée dans sa chambre d'hôtel. Harry surprend Annie et Ty en train de s'embrasser en coulisses et plus tard, lui et Debbie expriment leur inquiétude sur la rapidité à laquelle la relation d'Annie progresse.
Silver est débordée de travail avec la pièce et Dixon lui propose son aide en coulisses, ce qui a pour effet de les rapprocher.
Naomi refuse d'accepter le divorce de ses parents et est bien décidée à remettre leur mariage sur les rails.

### Épisode 6:Une nuit à Hollywood
- États-Unis : 30 septembre 2008 sur The CW
- Québec : 30 septembre 2009 sur VRAK.TV
- Suisse : 4 octobre 2009 sur TSR1
- France : 10 octobre 2009 sur M6

- États-Unis : 3,25 millions de téléspectateurs[5] (première diffusion)

Brenda, Kelly, Ryan et Harry confrontent Adrianna sur ses problèmes mais Adrianna nie consommer de la drogue. Quand Debbie obtient l'opportunité de tourner un Fashion Show pour le magazine Nylon, Annie décide d'utiliser le show comme partie de son projet de classe sur les carrières.
Ryan demande à Annie d'être partenaire avec Adrianna sur ce projet et Annie accepte à contre-cœur car elle est toujours en colère avec Adrianna et sa relation avec Ty. Naomi décide que le Fashion Show est l'endroit idéal pour réconcilier ses parents mais son plan tombe à l'eau lorsque ses parents ont une violente dispute.
Silver attire l'attention d'un client de Debbie au Fashion Show. Toujours durant ce show, quand un producteur de film indépendant se souvient d'avoir vu Annie dans "Spring Awakening" et lui offre une audition, Annie le convainc d'inclure Adrianna. Se sentant coupable après ce geste si gentil de la part d'Annie, Adrianna admet qu'elle a menti sur sa relation avec Ty.

### Épisode 7:Poussière d'étoile
- États-Unis : 7 octobre 2008 sur The CW
- Québec : 7 octobre 2009 sur VRAK.TV
- Suisse : 11 octobre 2009 sur TSR1
- France : 17 octobre 2009 sur M6

- États-Unis : 3,11 millions de téléspectateurs[6] (première diffusion)

Annie et Ethan deviennent partenaires pour prendre soin d'un bébé dans le cadre d'un projet de classe et l'expérience leur donne une nouvelle vision de leurs personnalités respectives. Silver et Dixon continuent de se rapprocher et durant sa fête de demi-anniversaire au cimetière de Hollywood Forever, Silver fait découvrir à Dixon une toute nouvelle expérience en public.
Harry et Debbie sont obligés de faire face au passé lorsque Tracy informe Harry qu'elle a engagé un détective privé pour chercher leur fils, lequel a été adopté plusieurs années auparavant. Naomi est désespérée d'intervenir dans la spirale infernale de la drogue dans laquelle est plongée Adrianna mais regrette de prendre une décision à la dernière minute.

### Épisode 8:Le Bal
- États-Unis : 28 octobre 2008 sur The CW
- Québec : 14 octobre 2009 sur VRAK.TV
- Suisse : 18 octobre 2009 sur TSR1
- France : 24 octobre 2009 sur M6

- États-Unis : 3,15 millions de téléspectateurs[7] (première diffusion)

Annie se prépare pour son permis de conduire et travaille sur un plan avec Ethan pour se rendre à la soirée du Homecoming sans en faire un rendez-vous officiel. Adrianna confesse sa consommation de drogue, ce qui a pour effet de laver le nom de Naomi. Adrianna est forcée de se rendre dans un centre de désintoxication.
Adrianna ne trouve que Navid à ses côtés, déterminé à l'aider à faire face à sa douleur. Au bal, Ryan attrape Kimberly en train d'acheter de la drogue à un étudiant et est encore plus surpris d'apprendre qu'elle est un policier sous couverture.

### Épisode 9:Secrets et Mensonges
- États-Unis : 4 novembre 2008 sur The CW
- Québec : 21 octobre 2009 sur VRAK.TV
- Suisse : 25 octobre 2009 sur TSR1
- France : 31 octobre 2009 sur M6

- États-Unis : 2,95 millions de téléspectateurs[8] (première diffusion)

Harry et Debbie informent Annie et Dixon de l'existence du fils d'Harry qui a été confié pour adoption 22 ans plus tôt. Tandis que Dixon ne semble pas inquiété par l'information, Annie relâche sa frustration et sa colère à une soirée pyjama avec Naomi, Silver et Adrianna. La soirée se transforme vite en fête avec des garçons et des jeux d'alcool.
Pendant ce temps, Annie et Ethan décident de cacher leur relation à leurs amis et Dixon raconte à Silver ses problèmes familiaux récents.

### Épisode 10:La Guerre des ex
- États-Unis : 11 novembre 2008 sur The CW
- Québec : 28 octobre 2009 sur VRAK.TV
- Suisse : 1er novembre 2009 sur TSR1
- France : 18 novembre 2009 sur M6[9]

- États-Unis : 2,71 millions de téléspectateurs[10] (première diffusion)

Après avoir vu Annie et Ethan s'embrasser, Naomi décide de prendre les choses en mains pour se venger d'Annie pour sa tromperie. Les étudiants sont choqués d'apprendre que Ryan est sorti avec une des étudiantes, Kimberly et qu'il a pris un congé.
Kelly revient de sa visite chez Dylan et confronte Ryan à propos de ces allégations. Harry et Debbie organisent une fête pour les 16 ans d'Annie et tout le monde sauf Naomi est surpris lorsque quelqu'un du passé d'Annie débarque.

### Épisode 11:Ces liens qui nous désunissent
- États-Unis : 18 novembre 2008 sur The CW
- Québec : 4 novembre 2009 sur VRAK.TV
- Suisse : 8 novembre 2009 sur TSR1
- France : 18 novembre 2009 sur M6

- États-Unis : 2,92 millions de téléspectateurs[11] (première diffusion)

Encore sous le choc de l'arrivée surprise de leur demi-frère, Sean, Annie et Naomi mettent leurs disputes de côté pour prendre le temps d'encaisser la nouvelle. Harry et Debbie font aussi face à l'arrivée de Sean en l'accueillant dans leur maison.
Kelly offre à Naomi et Annie un conseil en leur disant de ne pas laisser Ethan se mettre sur le chemin de leur amitié tandis que le fossé entre elle et Brenda grandit. Naomi commence à étendre son cercle d'amies mais elle est confrontée à Annie dans la cafétaria.

### Épisode 12:Mauvaise Intuition
- États-Unis : 6 janvier 2009 sur The CW
- Québec : 11 novembre 2009 sur VRAK.TV
- Suisse : 15 novembre 2009 sur TSR1
- France : 25 novembre 2009 sur M6

- États-Unis : 2,80 millions de téléspectateurs[12] (première diffusion)

Alors que Debbie, Harry, Annie, Dixon et Sean passent la soirée à jouer à des jeux, Annie surprend un appel téléphonique de Sean qui éveille des soupçons.
Adrianna invite Brenda à une journée de soutien au centre de désintoxication mais tout est bouleversé lorsqu'Adrianna apprend une information qui va changer sa vie à jamais.
Dans cet épisode, on peut voir que la maison de Christina et Franklin est la même que celle que Naomi achète dans la saison 2.

### Épisode 13:Vague de chaleur
- États-Unis : 13 janvier 2009 sur The CW
- Québec : 18 novembre 2009 sur VRAK.TV
- Suisse : 22 novembre 2009 sur TSR1
- France : 25 novembre 2009 sur M6

- États-Unis : 2,18 millions de téléspectateurs[13] (première diffusion)

Debbie et Tabitha n'ont pas la même vision du rôle des parents et leurs personnalités entrent en conflit lorsque Debbie surprend Annie et Dixon dans une nouvelle voiture. Ethan et Annie se rendent dans la maison de Tabitha à Palm Springs pour être un peu seuls.

### Épisode 14:Le Rôle de sa vie
- États-Unis : 20 janvier 2009 sur The CW
- Québec : 25 novembre 2009 sur VRAK.TV
- Suisse : 29 novembre 2009 sur TSR1
- France : 2 décembre 2009 sur M6

- États-Unis : 2,30 millions de téléspectateurs[14] (première diffusion)

Adrianna se résout à sa décision quant au bébé et s'en remet à Naomi et Kelly pour être soutenue tandis qu'elle révèle le nom du père. Ethan aide Annie à répéter son texte pour préparer l'audition pour la nouvelle pièce de l'école. Ils apprennent que Ty auditionne également.

### Épisode 15:Carpe Diem
- États-Unis : 3 février 2009 sur The CW
- Québec : 2 décembre 2009 sur VRAK.TV
- France : 2 décembre 2009 sur M6
- Suisse : 6 décembre 2009 sur TSR1

- États-Unis : 2,49 millions de téléspectateurs[15] (première diffusion)

Adrianna révèle sa grossesse au père du bébé et est choquée par la façon dont ses parents gèrent la situation. Naomi soutient Adrianna tandis qu'elles décident de la manière d'annoncer la nouvelle à la mère d'Adrianna, Constance.

### Épisode 16:Hôtels et Cœurs brisés
- États-Unis : 10 février 2009 sur The CW
- Québec : 9 décembre 2009 sur VRAK.TV
- France : 9 décembre 2009 sur M6
- Suisse : 13 décembre 2009 sur TSR1

- États-Unis : 2,38 millions de téléspectateurs[16] (première diffusion)

Naomi, à l'aise avec sa nouvelle situation est immédiatement attirée par Liam, un barman dans son hôtel. Il y a clairement quelque chose entre eux deux mais Naomi est confuse par le mystère entourant Liam. Silver se met en colère lorsque son dîner de la Saint Valentin avec Dixon n'a pas lieu comme elle l'aurait souhaité. Le couple parvient tout de même à faire de ce rendez-vous un moment inoubliable.

### Épisode 17:Coup de folie
- États-Unis : 31 mars 2009 sur The CW
- France : 9 décembre 2009 sur M6
- Québec : 16 décembre 2009 sur VRAK.TV
- Suisse : 20 décembre 2009 sur TSR1

- États-Unis : 2,03 millions de téléspectateurs[17] (première diffusion)

### Épisode 18:En perdition
- États-Unis : 7 avril 2009 sur The CW
- France : 16 décembre 2009 sur M6
- Suisse : 3 janvier 2010 sur TSR1
- Québec : 6 janvier 2010 sur VRAK.TV

- États-Unis : 1,96 million de téléspectateurs[18] (première diffusion)

### Épisode 19:Les Blessures de l'âme
- États-Unis : 14 avril 2009 sur The CW
- France : 16 décembre 2009 sur M6
- Suisse : 10 janvier 2010 sur TSR1
- Québec : 13 janvier 2010 sur VRAK.TV

- États-Unis : 2,13 millions de téléspectateurs[19] (première diffusion)

### Épisode 20:Le Signe
- États-Unis : 21 avril 2009 sur The CW
- France : 6 janvier 2010 sur M6
- Suisse : 17 janvier 2010 sur TSR1
- Québec : 20 janvier 2010 sur VRAK.TV

- États-Unis : 1,88 million de téléspectateurs[20] (première diffusion)

### Épisode 21:L'Heure de vérité
- États-Unis : 28 avril 2009 sur The CW
- France : 6 janvier 2010 sur M6
- Suisse : 24 janvier 2010 sur TSR1
- Québec : 27 janvier 2010 sur VRAK.TV

- États-Unis : 1,79 million de téléspectateurs[21] (première diffusion)

### Épisode 22:La fête est finie
- États-Unis : 5 mai 2009 sur The CW
- France : 13 janvier 2010 sur M6
- Suisse : 31 janvier 2010 sur TSR1
- Québec : 3 février 2010 sur VRAK.TV

- États-Unis : 1,84 million de téléspectateurs[22] (première diffusion)

### Épisode 23:Tolérance zéro
- États-Unis : 12 mai 2009 sur The CW
- France : 20 janvier 2010 sur M6
- Suisse : 7 février 2010 sur TSR1
- Québec : 10 février 2010 sur VRAK.TV

- États-Unis : 2,08 millions de téléspectateurs[23] (première diffusion)

### Épisode 24:Trahisons
- États-Unis : 19 mai 2009 sur The CW
- France : 20 janvier 2010 sur M6
- Suisse : 14 février 2010 sur TSR1
- Québec : 17 février 2010 sur VRAK.TV

- États-Unis : 2,00 millions de téléspectateurs[24] (première diffusion)